# The Noon Whistle
The Noon Whistle é um filme de comédia mudo produzido nos Estados Unidos e lançado em 1923.